# Melanagromyza astragali
Melanagromyza astragali este o specie de muște din genul Melanagromyza, familia Agromyzidae, descrisă de Spencer în anul 1976.
Este endemică în Sweden. Conform Catalogue of Life specia Melanagromyza astragali nu are subspecii cunoscute.